# Гранатит
Гранатит или даймонер, диамонер — неудачный коммерческий термин, который используется по отношению к синтетическим ювелирным материалам, структура которых подобна структуре граната. Считается, что ввиду силикатной природы их нельзя отнести к классу синтетических гранатов, которые не содержат кремния и являются сложными окислами галлия, иттрия и других химических элементов. С помощью введения примесей можно изменять окраску гранатита: неодим и эрбий придают розово-фиолетовый цвет, хром, тулий и ванадий — зелёный, марганец — красный. Замена иттрия на тербий, гольмий, европий или иттербий может придать полученному продукту жёлто-золотистый цвет, а для получения зелёного цвета с голубоватыми оттенками можно добавлять хром, кобальт, неодим или железо. Твёрдость гранатита обычно 8—8,5, что выше, чем у гранатов.
Как правило, гранатит синтезируется в глубоком вакууме при высоких температурах методом «вытягивания» кристалла из расплава. В чистом виде не имеет цвета и часто используется для имитации алмазов.
Неудачность термина «гранатит» в геологических дисциплинах обусловлена тем, что аналогичные понятия в научных исследованиях уже давно используются для описания горных пород — пироксенитов, карбонатитов и т. п., которые в основном состоят, соответственно, из пироксенов, карбонатов и т. п. Более того, существует горная порода гроссулярит, которая называется «гранатит» и состоит в основном из гроссуляра. Более адекватным названием для этого типа материалов представляется термин «гранатоиды».